# كليف ديفيز
كليف ديفيز (بالإنجليزية: Cliff Davies)‏ هو منتج أسطوانات وملحن أمريكي، ولد في 1948، وتوفي في 13 أبريل 2008.

## وصلات خارجية
- كليف ديفيز على موقع ميوزك برينز (الإنجليزية)
- كليف ديفيز على موقع ديسكوغز (الإنجليزية)